# 썬시티그룹
썬시티그룹(太陽城集團, Suncitygroup)은 종합 엔터테인먼트 기업이다. 최근 몇 년간 호텔 및 리조트 경영, 영상문화, 해외여행, F&B, 쇼핑 등을  5대 역점사업으로 추진하고 있다.

## 사업발전
2007년부터 마카오를 거점으로 해외로 VIP서비스를 확대하기 시작하여 교통 및 호텔예약, 비자대행, 여행일정 어레인지, F&B, 쇼핑, 리무진 픽업서비스 등을 제공하고 있다. 2013년과 2018년 각각 세계에서 가장 권위있는 서비스품질 인증기관인 SGS Qualicert™의 "국제서비스인증" 및 상위 레벨인 "7성급 서비스 인증"을 획득하였다.

2011년부터 영화제작 및 배급을 시작했다. 투자한 영화작품은 低俗喜劇, 春嬌救志明, 狂舞派, 赤道, 掃毒, 賭城風雲, 系列, 殺破狼 II, 殺破狼‧貪狼, 狂獸, 湄公河行動, 紅海行動 등이 있다.

같은해 썬F&B가 설립되었다. 산하 레스토랑 브랜드는 세련된 유라시아 음식과 루프탑바가 있는 "SKY 21", 퓨전 광둥요리의 "天潮", 해물훠궈의 "火鍋俠", 퓨전 레스토랑 "SKY Café", 고급 바 "Bottles", 광둥식 레스토랑 "太陽冰室", 딤섬과 죽 전문점 "狀元及第", 유럽스타일 빵과 경양식 레스토랑 "Jam & Butter"이 있다. 썬F&B는 2019년에 청두와 충칭에 베트남요리 전문점 "峴港越南料理", 베트남 쌀국수 전문점 "水班那越南粉", 동남아음식전문점"班叩扣传统昭披耶河筷子粉", 등 8개의 레스토랑을 설립하였다. 같은해 "ISO 9001품질경영시스템"과 "HACCP 식품안전관리인증기준" 국제표준인증을 받았다.

2014년에는 자동차 및 명품 판매.유통업을 시작했다. 썬 인터네셔널 오토모빌은 페라리, 마세라티 등 각종 수입차량의  판매, 유통, 차량유지 및 보수 등 다양한 서비스를 제공한다. 썬럭스는 현재 중국 최대의 글로벌 브랜드 컬렉션숍이다. 이 회사는 유명 디자이너와 시계 명장을 보유하고 있다. 빈티지 보석, 명품 손목시계, 조각품, 빈티지 시계, 소장품 등을 취급한다.

2015년에는 썬트래블이 설립되었다. 여행 원스톱 서비스를 제공하며 교통, 숙박, 전세계 대형 콘서트 및 엔터테인먼트 티켓 예약, 레스토랑 예약 등 다양한 여행서비스를 제공하고 있다. 2019년 여행전용 모바일 앱 '썬 트립(Sun Trip)'을 출시했다.

2016년에는 썬 엔터테인먼트 콘서트가 설립되었다. 이 회사는 대형 콘서트와 종합 엔터테인먼트 프로그램을 기획.제작하고 있다. 중국, 홍콩, 마카오, 대만, 동남아, 유럽, 미주 등지에서 콘서트, 공연, 전시회 등을 개최하고 있다.

2017년에는 썬시티그룹 매니지먼트 컨설팅을 설립하여 호텔 및 종합 리조트사업을 시작하였다. 초창기 마카오의 5 성급 호텔 및 리조트의 건설 및 관리에 참여하였으며 현재는 베트남의 종합 리조트에 경영 컨설팅 서비스를 제공하고 있다. 한편 2020년 여름 시범운영을 시작해 2021년 정식 개장하는 베트남 호이안의 호이아나(HOIANA) 종합리조트 건설에 대한 첫 투자를 포함하여 러시아 블라디보스토크의 TDC 호텔, 마카오 최초 호텔 브랜드 프로젝트 등 여러 호텔 프로젝트에 투자하고 있다.

2019년, 일본 오키나와 미야코지마의 토지를 매입하고 호텔 리조트사업을 진행하고 있다. 또한 필리핀 상장기업인 썬트러스트를 인수하여 마닐라 Westside City Resorts World 프로젝트를 진행 중이다.